# Poussée
Ne doit pas être confondu avec Poussée d'Archimède.
 (octobre 2013).
Si vous disposez d'ouvrages ou d'articles de référence ou si vous connaissez des sites web de qualité traitant du thème abordé ici, merci de compléter l'article en donnant les références utiles à sa vérifiabilité et en les liant à la section « Notes et références ».

Diagramme des forces pour un moteur fusée.

En aérodynamique, la poussée est la force exercée par l'accélération de gaz (souvent de l'air ou des gaz résultant d'une combustion) grâce à un moteur à réaction, dans le sens inverse de l'avancement.

## Poussée exercée par un moteur à réaction type moteur-fusée
La poussée ou plus exactement la force de poussée est le résultat de l'éjection des molécules de gaz éjectés vers l'arrière de la fusée à une certaine vitesse. En fait, la poussée est le résultat de la conversion de l'énergie thermique prenant naissance dans la chambre de combustion du moteur et se transformant en énergie cinétique lors du trajet du flux de gaz tout au long de la tuyère.
Thermiquement parlant, la poussée dépend des conditions de pression et de température dans la chambre de combustion du moteur-fusée.
La relation donnant la valeur de la force de poussée est la suivante :
{\displaystyle F=v_{e}.q_{m}+A_{1}.(P_{1}-P_{a})}
dans laquelle : 
F, poussée en newtons (N) ;
ve, vitesse d'éjection des gaz en m/s ;
qm, débit massique en kg/s ;
A1, aire de la section de sortie de la tuyère en mètres carrés ;
P1, pression à la sortie de la tuyère en Pa ;
Pa, pression ambiante ou pression à l'extérieur en Pa.
Cette relation se simplifie lorsque P1 = Pa et devient F = ve.qm dans ce cas précis on dit que la tuyère est adaptée ou que le régime de fonctionnement est adapté. C'est dans ce régime que le moteur de fusée a son meilleur rendement.
Cependant, dans l'espace où la pression ambiante est quasi nulle, il ne peut être question d'abaisser à zéro la pression à la sortie de la tuyère (cela supposerait un tuyère beaucoup trop longue et donc trop lourde) : dans l'espace, la tuyère n'est donc pas suffisamment adaptée.

### Variation de la poussée avec l'altitude
Si on écrit la formule de la poussée de la façon suivante :
{\displaystyle F=F_{0}+A_{1}.(P_{0}-P_{h})}
dans laquelle :
F, poussée à l'altitude h ;
F0, poussée au niveau de la mer ;
P0, pression au foyer ;
Ph, pression à l'altitude h ;
A1, aire de sortie de la tuyère.
L'étude de cette relation nous montre qu'effectivement, la poussée varie avec l'altitude et que la section de sortie de la tuyère sera d'autant plus grande que le moteur sera conçu pour des altitudes élevées.